# Tatra T1
A Tatra T1 a csehszlovákiai ČKD Tatra által gyártott villamostípusa. Az 1950-es években, 1952–1958 között gyártották ezt a típust. Az amerikai PCC villamos licencén alapul, melyet 1949-ben vásárolt meg a ČKD Tatra.
Az 1960-as években a Tatra T2-ek váltották fel őket. Csehszlovákián kívül Lengyelországban és a Szovjetunióban is üzemelt. Összesen 287 darab készült.